# Колбек
Колбек — військовий головний убір турецького походження. За часів Першої імперії він був зарезервований для гусар і складався з плетеного каркаса, покритого ведмежою шкірою та волоссям, схожис на хутряну шапку, яку носили гренадери імператорської гвардії. До цього додаються різноманітні декоративні елементи, такі як шлик (також званий носком), фуррагер, пластини і налобний ремінь, ремінь на підборіддя, фельдцейхен і гарбуз. Під час офіційних церемоній додавалвся двоколірний плюмаж.

## Етимологія
Колбек має турецьке походження, і це французьке слово було б запозичене з турецького kalpak (шапка з хутряною оздобленням), яке іноді використовується як синонім слова colback у французькій мові, і яке також дало слово kolpik. Барбі д'Овревільї пише це «kolback» у своєму оповіданні «На обіді атеїстів» у своїй збірці «Les Diaboliques».

## Варіант

Гусар у толпаку (1696).

Слово толпак є квазісинонімом, але спочатку толпак — це, перш за все, тканинна шапка (зазвичай повстяна), лише з більш-менш значною хутряною облямівкою в основі, іноді прикрашеною «однією або кількома пір'їнами» .

## У наш час
Сьогодні колбек все ще використовується під час церемоній, зокрема в Бельгії під час маршів саперних полків Ентр-Самбр і Мез. Члени королівського кінного ескорту федеральної поліції Бельгії також використовують його.

## Стаття по темі
- Етимологічно kolpik має те саме турецьке походження.